# Dani Pacheco
Daniel "Dani" Pacheco (født 5. januar 1991) er en spansk fodboldspiller, som spiller for Getafe. Han har tidligere spillet for blandt andet Liverpool, Norwich og Atlético Madrid.